# Biologiskt kulturarv
Biologiskt kulturarv är natur som berättar om människan. Allt från enskilda träd och arter, till hela landskap kan förmedla historier om människans närvaro. Människan har i alla tider använt naturen och därmed även – medvetet eller omedvetet – påverkat den. Denna påverkan har lämnat spår som kan läsas även efter själva bruket upphört. Det biologiska kulturarvet finns i ekosystem, naturtyper och arter som skapats, utvecklats, eller påverkats positivt av människans historiska användning av landskapet. Deras långsiktiga fortlevnad behöver, eller påverkas positivt, av människans brukande och skötsel.
Biologiskt kulturarv är inte synonymt med biologisk mångfald. Biologisk mångfald omfattar all variationsrikedom bland levande organismer medan biologiskt kulturarv endast är den del som är resultatet av människans brukande. Det bidrar också till att synliggöra hur människan skapat förutsättningar för landskapets biologiska mångfald – och hur fortsatt brukande behövs för att bevara mångfalden.
Biologiskt kulturarv är en betydelsefull del av vårt kulturarv – ett levande arkiv som bär berättelser om människans sätt att nyttja naturen. Det kan exempelvis bidra med att berätta om människans historia i landskap som är fattiga på andra kulturspår: såsom som fjäll, myrmarker, betes- och slåttermarker. En växtart eller ett träd, är inte automatiskt ett biologiskt kulturarv. Först när man tolkat och förstått historien bakom den, blir det ett kulturarv, d.v.s. en levande historieberättare. Tolkningen förutsätter att man sätter samman lokalhistorisk och ekologisk kunskap. 

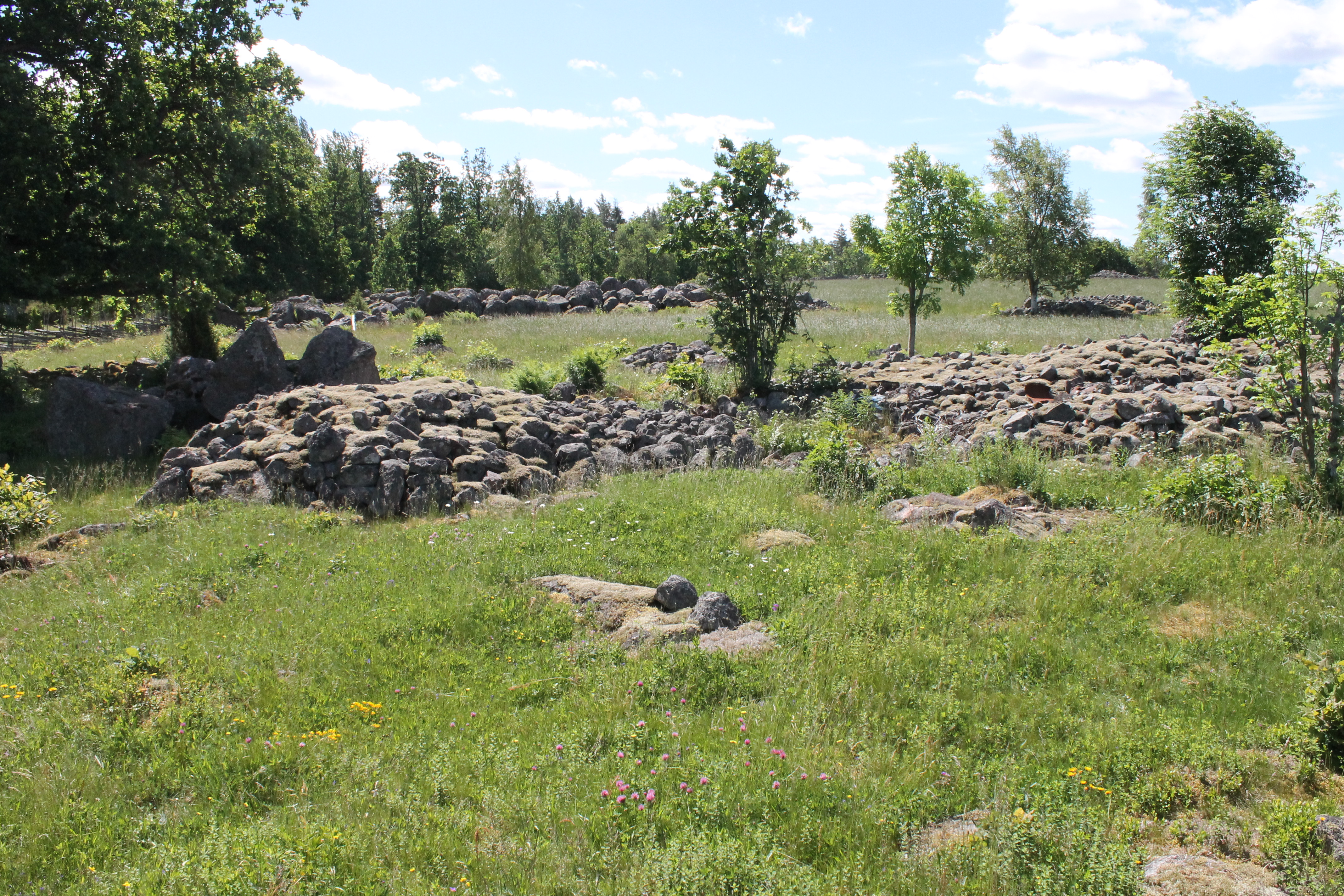
Rösen och stenmurar visar huvuddragen i hur markerna nyttjats tidigare. Men flora och annat biologiskt kulturarv på platsen är avgörande för att kunna förstå detaljer i det historiska nyttjandet. Slåtteräng i naturreservatet Södra Bråta, Östergötland.

## Biologiskt kulturarv i olika skalor
Egenskaper. Människan har på olika sätt påverkat växt- och djurarters arvsmassa exempelvis genom att särskilda egenskaper hos en frukt, grönsak eller djur har prioriterats genom metodiskt urval. Ett annat exempel på egenskaper som biologiskt kulturarv är ängsväxter som börjat blomma tidigare på säsongen på grund av det oavsiktliga urval som den återkommande slåttern inneburit.
Individer. Mänskligt nyttjande kan ha påverkat enskilda träd och buskar. Exempel är hamlade lövträd, stubbskottssocklar eller beskurna träd i en allé. 

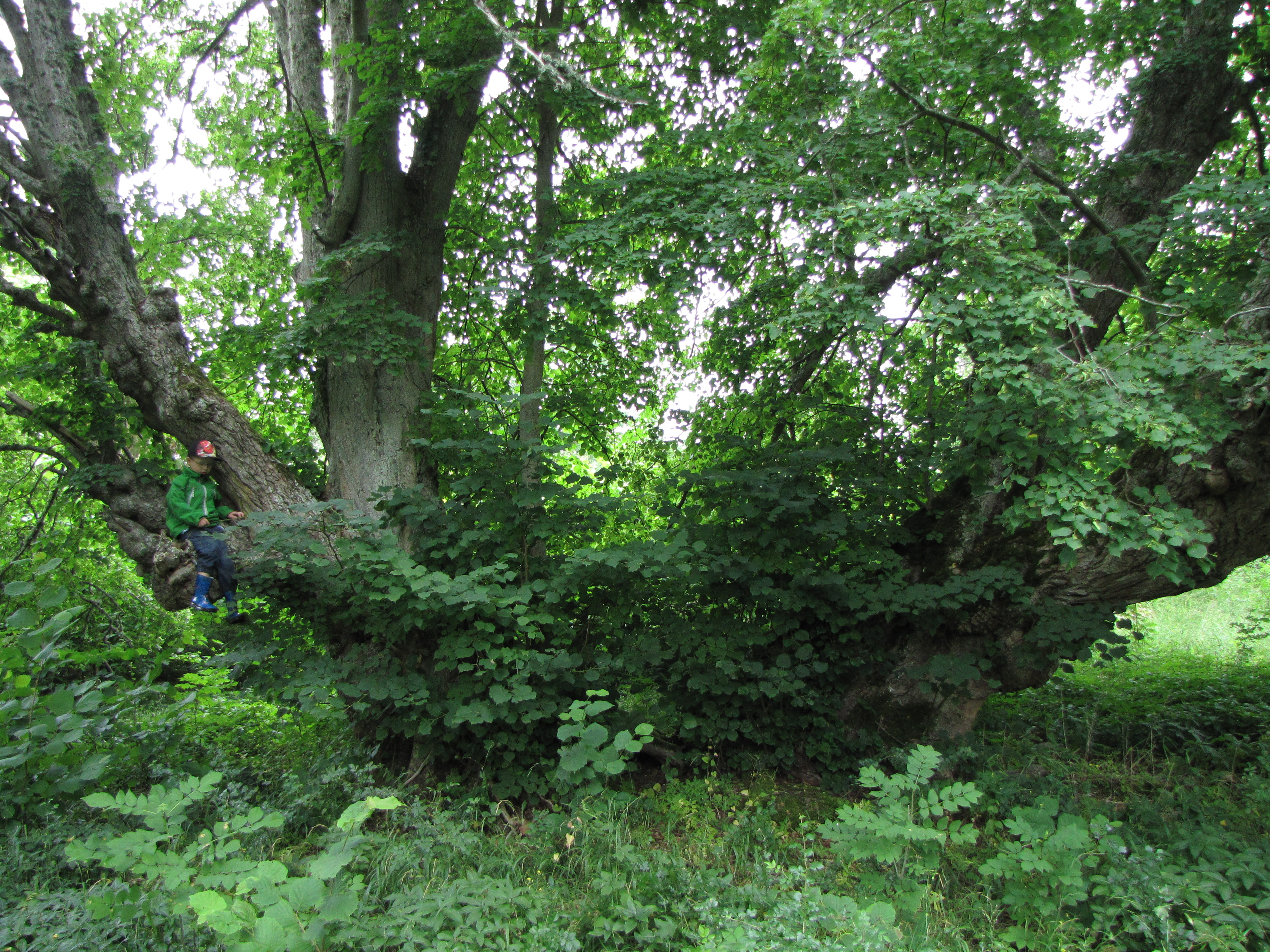
Denna lind har sannolikt under lång tid tjänstgjort som stubbskottsockel. Sedermera har stubbskottsbruket övergått till hamling på ett par meters höjd. Vid ett par tillfällen har hamlingen därefter flyttats upp i kronan, troligen för att skotten hunnit växa sig för grova. Enerum, Böda socken, Öland.

Hamling av träd innebär att man regelbundet skär av alla grenar på ett träd. Inom bondesamhället gjordes det primärt för att samla ihop löv till djurens vinterfoder och har förekommit i hela landet.  Man återkom för att hamla samma träd med några års mellanrum då nya grenar hunnit växa ut. Hamlade träd kan bli långlivade och känns igen på sitt säregna växtsätt där många grenar växer ut på samma höjd istället för att vara utspridda utefter stammen. Vid stubbskottbruk har man istället skördat trädet nära marken och när nya skott vuxit upp har det bildats en bukett av stammar. Så länge träden står kvar utgör de ett biologiska kulturarv.
Förekomst av arter. Mänskligt nyttjande har gynnat speciella arter, antingen genom aktiv inplantering eller genom att man skapat livsmiljöer där vilda arter trivs. Exempel är förekomsten av gullvivor i gamla slåtterängar och betesbackar. 
Vissa arter kan överleva länge som restpopulationer i mindre gynnsamma miljöer men behöver en annan livsmiljö för att trivas och öka. Sådana arter kan därmed kan berätta om hur tidigare landskap såg ut och hur de använts av människan. Ett bra exempel är den rödlistade Mnemosynefjärilen som i Uppland på senare tid nästan bara fanns i igenvuxna och ohävdade marker. Enligt historiska kartor var det besmarker som låg inom samma hägnad som åker och/eller slåtteräng, och där betet därför har måst vänta till efter skörd av dessa intilliggande marker (slutet av juli eller senare). När Mnemosynefjärilslokalerna restaurerades och åter betades med sent betespåsläpp började fjärilen öka och sprida sig.  Närvaron av Mnemosynefjäril är därför ett biologiskt kulturarv som berättar om en äldre, nästan bortglömd betesmetod. 
Naturtyper. Hela naturtyper har formats eller uppkommit genom tidigare bruk. Exempel är ljunghedar, ekhagar, skogsbetesmark och strandängar.
Landskap. Olika naturtyper bygger tillsammans upp brukningspräglade landskap. 

## Historia
Kunskapen om biologiskt kulturarv är relativt ny. Under senare år har Riksantikvarieämbetet och Centrum för biologisk mångfald gemensamt utvecklat ny kunskap om sambanden mellan historia och ekologi, och utformat metoder för att använda kunskapen för landskapsvård och information.